# Byszewo (województwo zachodniopomorskie)
Byszewo (niem. Büssow) – wieś sołecka w Polsce, położona w województwie zachodniopomorskim, w powiecie kołobrzeskim, w gminie Siemyśl.
Według danych z 31 grudnia 2020 r. Byszewo miało 134 mieszkańców.
Wieś leży na skrzyżowaniu dróg z Kędrzyna, Gościna, Świecia Kołobrzeskiego i Niemierza. Z Byszewa do Siemyśla jest 8 km, a do Gościna – 11 km.
W Byszewie znajduje się filia nr 3 Gminnej Biblioteki Publicznej w Siemyślu.

## Historia

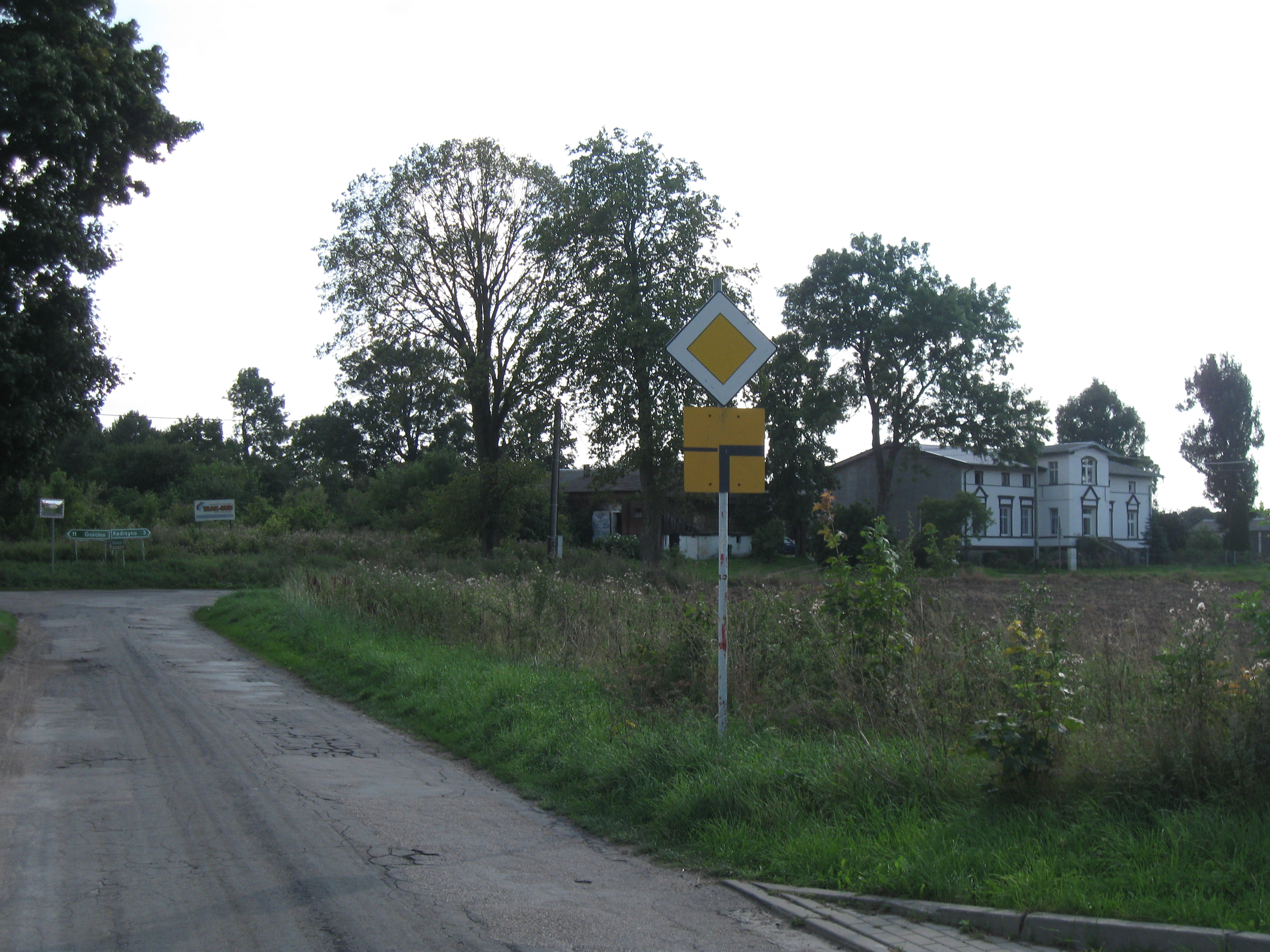
Wjazd do Byszewa od strony Niemierza

Po raz pierwszy miejscowość wzmiankowana w 1276 r. jako Burizsowe przez biskupa kamieńskiego Hermanna von Gleichen w opisie uposażenia katedry kołobrzeskiej, której była własnością. W późniejszych latach wieś często zmieniała właścicieli (należała m.in. do patrycjuszy kołobrzeskich lub do samego miasta Kołobrzeg). Po pokoju westfalskim i podziale księstwa pomorskiego wieś wchodziła w skład Brandenburgii, potem Prus i Niemiec. Według danych z 1910 r. Byszewo liczyło 307 mieszkańców. Wchodziło w skład okręgu (Amt) Drzonowo i parafii ewangelickiej w Niemierzu. Do 1945 r. w granicach Niemiec. Od 1945 r. wchodzi w skład Polski. W latach 1950–1998 miejscowość administracyjnie należała do województwa koszalińskiego.
W latach 1954–1957 wieś należała i była siedzibą władz gromady Byszewo, po jej zniesieniu w gromadzie Siemyśl. 